# Torfowiec pierzasty
Torfowiec pierzasty (Sphagnum subnitens Russow & Warnst.) – gatunek mchu z rodziny torfowcowatych (Sphagnaceae). Występuje w Europie, Chinach, na Syberii, w Ameryce Północnej i Południowej oraz w północnej Afryce.

## Rozmieszczenie geograficzne
W Europie rozprzestrzeniony w północno-zachodniej i środkowej części kontynentu od północnej Hiszpanii po Islandię, północną Norwegię, Szwecję, Finlandię i północną część Rosji (w tym Półwysep Kolski), prawdopodobnie aż do Uralu. W Norwegii rośnie powyżej granicy drzew. W strefie arktycznej nie został odnotowany. Występuje na dużej części Wysp Brytyjskich, rozproszony jest w kontynentalnej zachodniej i środkowej Europie (dane ze Słowacji są niepewne), sięgając na wschodzie krajów bałtyckich, Białorusi, Ukrainy, środkowej Rosji, aż do południowego Uralu. Obecny jest w Alpach, gdzie osiąga wysokość przeważnie nie większą niż 2000 m n.p.m. W strefie okołośródziemnomorskiej jest rozproszony bądź rzadki; znany z Azorów, kontynentalnej Hiszpanii, Korsyki, Apeninów, Gór Dynarskich aż do Albanii na południu. W strefie śródziemnomorskiej występuje w południowej Hiszpanii, na Sardynii, Sycylii i Maderze. W Ameryce Północnej rośnie we wschodniej i zachodniej części kontynentu, wzdłuż Andów sięga do Chile w Ameryce Południowej. W Azji rośnie w północno-wschodniej części kontynentu.
W Polsce rośnie na rozproszonych stanowiskach na terenie całego kraju, choć głównie w jego północnej i zachodniej części. W górach jest bardzo rzadki. Ma jedno stanowisko w Sudetach (1200 m n.p.m.) i rozproszone stanowiska w Beskidzie Śląskim.

## Morfologia i anatomia

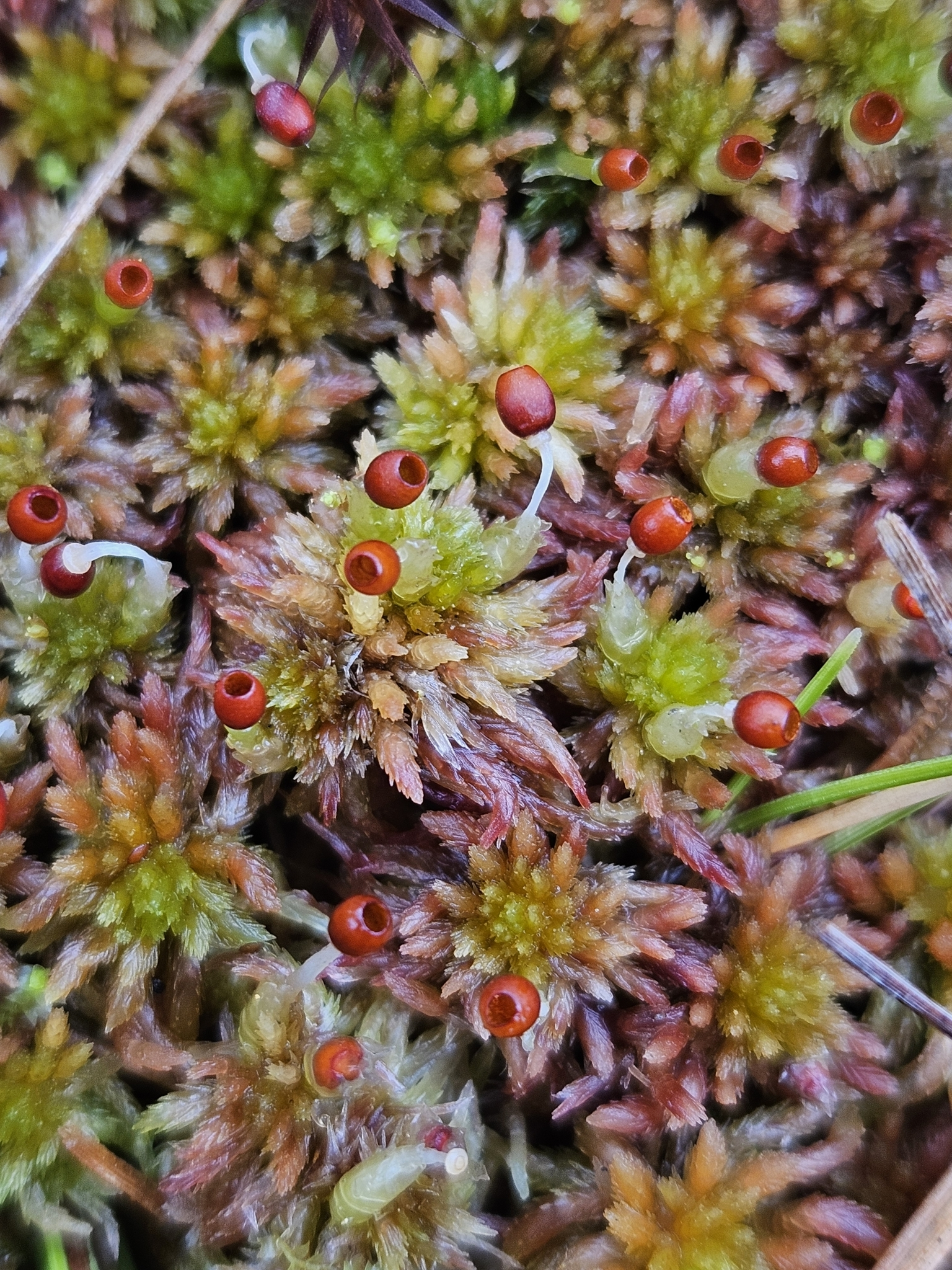
Główki z zarodniami

PokrójTorfowiec średnich bądź stosunkowo dużych rozmiarów, od 6 do 15 cm wysokości, delikatny lub dość tęgi tworzący gęste i miękkie darnie koloru żółtawozielonego, szarozielonego, zielonego, ochrowego, żółtobrunatnego, brązowego, czerwonawożółtego, czerwonawego i fioletowego, czasami purpurowo nabiegłe, z metalicznym odcieniem w warunkach suchych; formy niezielone często mają zielone pączki wierzchołkowe. Gatunek jest bardzo zmienny i trudny do identyfikacji w warunkach polowych. Za nieco charakterystyczny uznawany jest jego „niechlujny” wygląd – gałązki rozpostarte są w różnych kierunkach, kolory są zgaszone (nigdy nie bywa intensywnie czerwony jak inne gatunki sekcji 'Acutifolia'), główka zdaje się mieć nieproporcjonalnie duże rozmiary.
GłówkiZ reguły duże bądź dość duże, luźno oparte na łodyżce, z długimi gałązkami.
PęczkiZ 3–5 gałązkami, z których dwie są gałązkami odstającymi; gałązki odstające są długie (ponad 25 mm długości) i zwężające się ku końcowi, gałązki zwisające są różnej długości (krótsze bądź dłuższe od gałązek odstających).
ŁodyżkiOsiągające do 0,9 mm średnicy, od zielonawobrązowych do fioletowawych, z dobrze rozwiniętą, acz nierównomiernie, 3–4-warstwową korą (rzadziej 2), której komórki wodne pozbawione są porów i listewek, wyraźnie oddzieloną od cylindra wewnętrznego. Cylinder wewnętrzny zabarwiony na brązowo, purpurowo lub czerwono, przy czym czerwony występuje na ogół jedynie w okolicy główki. W łodyżkach gałązkowych są obecne pojedyncze, dobrze widoczne komórki retortowe z wyraźną szyjką, choć niektóre ze źródeł opisują szyjkę jako niewyraźną.
Listki łodyżkoweDuże bądź dość duże, do 1,6–1,7 mm długości, trójkątne, trójkątno-językowate bądź podłużnie trójkątne, szerokie u nasady, wzniesione, z zaostrzonym lub wąsko zaokrąglonym, uciętym, ząbkowanym, czasami zakrzywionym, z podwiniętymi brzegami wierzchołkiem. Listki mają wyraźne, szerokie obrzeżenie, rozszerzające się u nasady. Komórki wodne septowane, bez listewek lub z listewkami bardzo delikatnymi, w górnej części listka rombowe, w grupach po 2–6 pomiędzy komórkami chlorofilowymi.
Listki gałązkoweDuże, osiągające 2 mm długości, jajowate do jajowato-lancetowatych, łukowato odstające lub odgięte, dość mocno zwężające się w części dystalnej, z kończykiem uciętym, ząbkowanym, mocno podwiniętym na krawędziach, przez co sprawiającym wrażenie ostrego; u dorosłych osobników nie układają się w charakterystyczne pięć szeregów. Komórki wodne są mocno zróżnicowane pod względem wielkości, zdecydowanie większe u nasady listka. Komórki wodne w przekroju poprzecznym po stronie grzbietowej są silnie nadęte i mają różną liczbę małych, półeliptycznych, pierścieniowych, zazwyczaj umieszczonych wzdłuż ścian komisuralnych porów, które stają się liczniejsze w kierunku nasady i krawędzi; po stronie brzusznej komórki wodne są płaskie, a duże pory są obecne przeważnie jedynie przy krawędziach listka, czasami występują małe pory kątowe. Komórki chlorofilowe w przekroju poprzecznym są trójkątne lub trapezowe, po stronie grzbietowej zakryte lub co najmniej wąsko otwarte, a po stronie brzusznej szeroko eksponowane, z cienkimi ścianami komórkowymi.
Gatunki podobneMoże być mylony z torfowcem ostrolistnym Sphagnum capillifolium oraz torfowcem płowym S. subfulvum. Od torfowca ostrolistnego różni się listkami łodyżkowymi, u którego są przeważnie językowate, słabo zaostrzone, z listewkowanymi komórkami wodnymi. U torfowca pierzastego są w różny sposób trójkątne, sprawiające wrażenie zaostrzonych, a komórki wodne są najczęściej pozbawione całkowicie listewek. Ponadto, u S. subnitens w warunkach suchych występuje, choć czasami słabo widoczny, metaliczny odcień, którego nie będzie u S. capillifolium. Od torfowca płowego różni się kolorem łodyżek i listkami łodyżkowymi. U S. subnitens są brązowe do fioletowych, czasami czerwone w okolicy główki, u S. subfulvum są ciemnobrązowe do prawie czarnych. Listki łodyżkowe torfowca płowego mają zaokrąglony, nieco wyszarpany wierzchołek, u torfowca pierzastego krawędzie szczytu są podwinięte, przez co wydaje się on zaostrzony lub wąsko zaokrąglony, choć także nieco wyszarpany, ząbkowany.

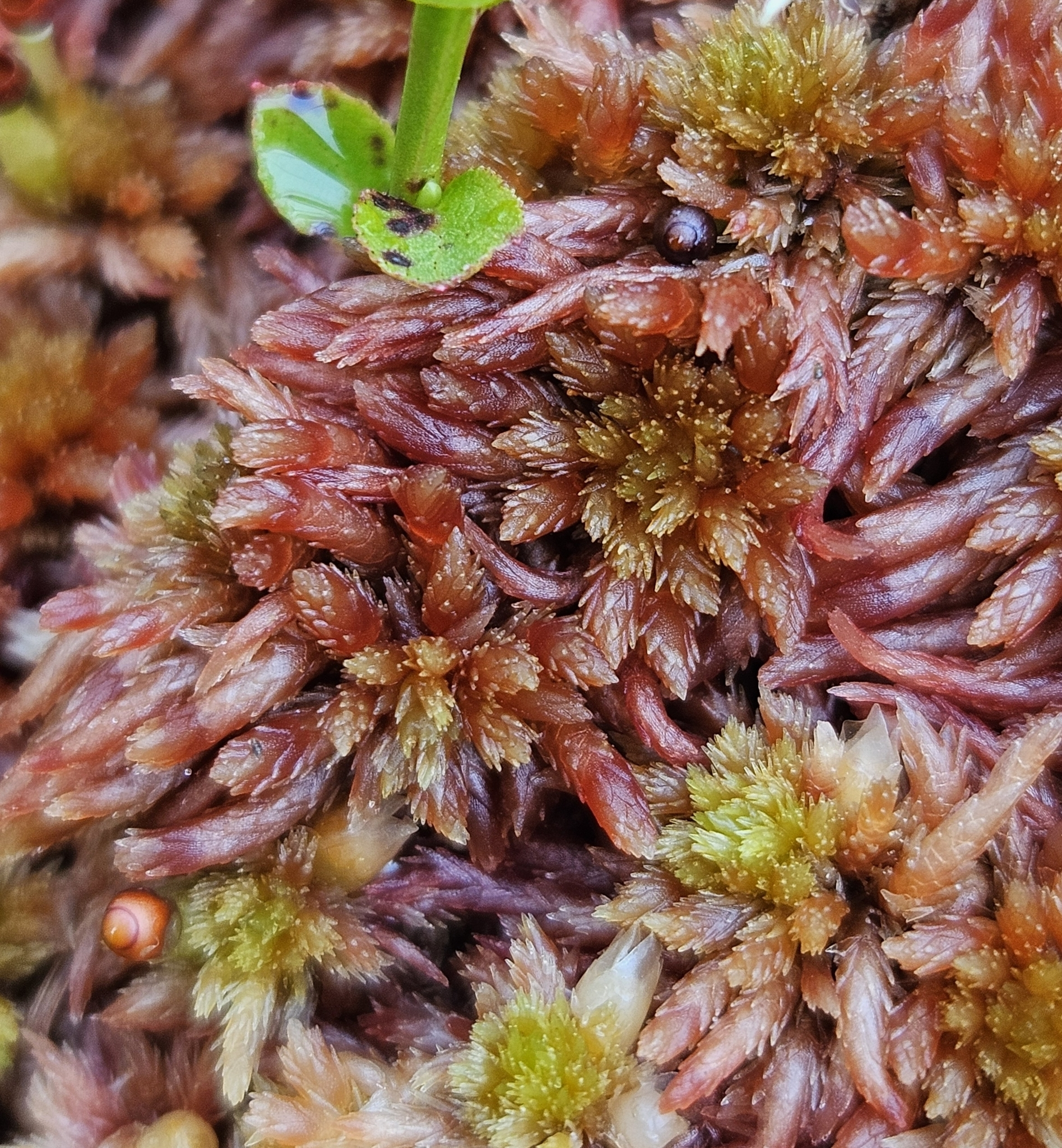
Główki
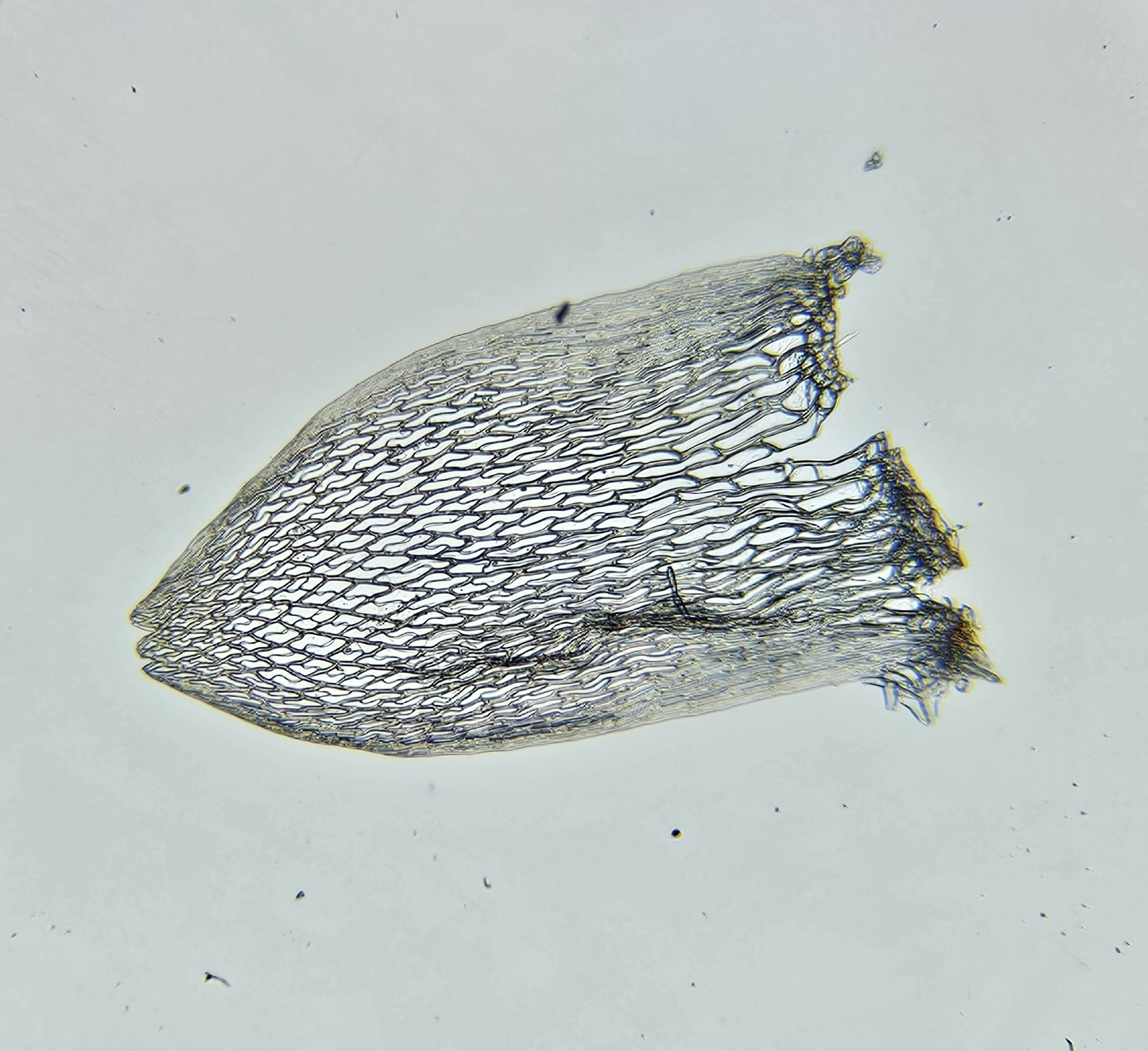
Listek łodyżkowy
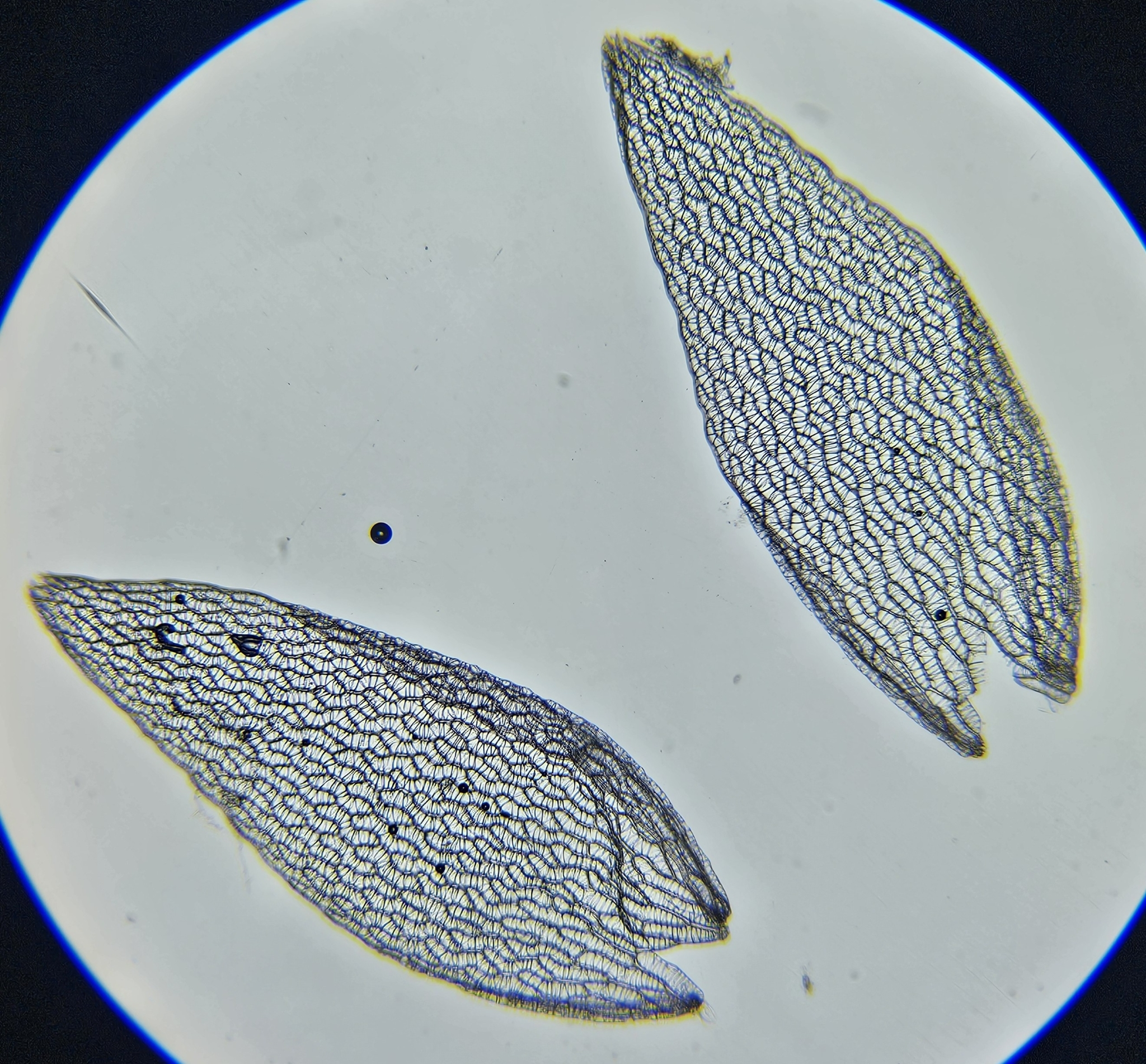
Listki gałązkowe

## Ekologia i biologia
Występuje w miejscach otwartych, na torfowiskach niskich i przejściowych, także na brzegach stawów i zarastających, zatorfionych jezior. Zajmuje siedliska oligo- i mezotroficzne, przy czym w tych drugich rośnie zwykle na bardziej skąpożywnych kępach. Toleruje niewielkie ocienienie. Często współwystępuje wśród innych torfowców, tworząc różnej wielkości płaty, nierzadko niewielkie, a nawet rosnąc pojedynczo w kożuchach innych gatunków.

## Ochrona
Gatunek jest objęty w Polsce ochroną od 2001 roku. W latach 2001–2004 podlegał ochronie częściowej, w latach 2004–2014 ochronie ścisłej, a od 2014 roku ponownie objęty jest ochroną częściową, na podstawie Rozporządzenia Ministra Środowiska z dnia 9 października 2014 r. w sprawie ochrony gatunkowej roślin.